# Tülay Bursa
Tülay Bursa ist eine türkische Schauspielerin.

## Biografie
Bursa studierte an der Hacettepe-Universität. Neben Theaterstücken wirkte sie auch in Musicalproduktionen mit. Ihr Debüt gab sie 2005 in der Fernsehserie Ihlamurlar Altında. Von 2007 bis 2009 war sie in Asi zu sehen.
Anschließend bekam  sie 2011 in dem Film Musallat 2: Lanet eine Hauptrolle. Außerdem war sie mit dem Schauspieler Levent Ülgen verheiratet. Zwischen 2015 und 2017 spielte Bursa in der Serie Baba Candır mit. Unter anderem trat sie 2021 in Masumlar Apartmanı auf.

## Filmografie (Auswahl)
Filme
- 2011: Musallat 2: Lanet
- 2012: Kalbim 4 Mevsim

Serien
- 2005: Ihlamurlar Altında
- 2007–2009: Asi
- 2012: Umutsuz Ev Kadınları
- 2013: 1 Erkek 1 Kadın 2 Çocuk
- 2013–2015: Aramızda Kalsın
- 2015: Mutlu Ol Yeter
- 2015–2017: Baba Candır
- 2021–2012: Masumlar Apartmanı